# Thalamoporella spinosa
Thalamoporella spinosa är en mossdjursart som beskrevs av Chaney, Soule och Jacqueline A. Soule 1989. Thalamoporella spinosa ingår i släktet Thalamoporella och familjen Thalamoporellidae. Inga underarter finns listade i Catalogue of Life.